# Natalie Merchant
Pour les articles homonymes, voir Merchant.
Natalie Merchant (née le 26 octobre 1963 à Jamestown, État de New York) est une chanteuse et musicienne de rock américaine.

## Biographie
Cofondatrice et chanteuse du groupe 10,000 Maniacs de 1981 à 1993, elle se lance dans une carrière en solo. Son premier album solo, Tigerlily (1995), place trois singles dans le Top 40 américain, Carnival, Jealousy et Wonder. En 1997, elle crée Planctus, une chanson pour voix et piano composée pour elle par Philip Glass. En 1998, Merchant sort un deuxième album solo, Ophelia, qu'elle promeut en tournant dans le cadre du festival itinérant Lilith Fair. L'année suivante sort Live in Concert, un album live enregistré à New York.
En 2001 sort son album le mieux accueilli par la critique, Motherland. S'ensuit une longue tournée à travers l'Amérique du Nord et l'Europe. Elle quitte Elektra en 2003 et publie la même année un album de reprises de chansons folk traditionnelles et contemporaines, The House Carpenter's Daughter, sur le label indépendant Myth America Records.
Natalie Merchant a collaboré à plusieurs reprises avec le chanteur britannique engagé Billy Bragg, notamment sur l'album Mermaid Avenue (1998) de ce dernier. Comme Bragg, ses chansons abordent fréquemment des thèmes sociaux et politiques, et son engagement auprès de nombreuses causes est notoire.
Elle a mis sa voix très singulière aux services de reprises et de duos (R.E.M., Peter Gabriel, Emmylou Harris, Tom Waits, Tracy Chapman, Cowboy Junkies, Neil Young...)
Elle a épousé en 2003 le photographe espagnol Daniel de la Calle, dont elle a eu une fille, Lucia. Le couple a divorcé en 2012.

## Discographie

### Albums studio
- 1995 - Tigerlily
- 1998 - Ophelia
- 2001 - Motherland
- 2003 - The House Carpenter's Daughter
- 2010 - Leave Your Sleep
- 2014 - Natalie Merchant
- 2015 - Paradise Is There (The New Tigerlily Recordings)
- 2023 - Keep Your Courage

### Compilations
- 2005 - Retrospective 1990-2005

## Filmographie
- 2007 : Naya Din de Mitsuyo Miyazaki (court-métrage) :
- 2011 : A Child's Garden of Poetry d'Amy Schatz (téléfilm) : (voix)